# روي إي. ريد
روي إي. ريد (بالإنجليزية: Roy E. Reed)‏ هو محامي وسياسي أمريكي، ولد في 26 مارس 1877، وتوفي في 21 أغسطس 1943. حزبياً، نشط في الحزب الجمهوري. وقد انتخب عضو جمعية ولاية ويسكونسن.